# Consejero Comisionado para la Paz de Colombia
En Colombia, el  Consejero Comisionado para la Paz  es un(a) asesor(a) del gobierno designado directamente por el Presidente de la República, que orienta al primer mandatario frente a acciones relacionadas con búsquedas negociadas de acuerdos para la paz. Solo él (o ella) y el presidente están autorizados para contactar directamente a miembros de fuerzas armadas insurgentes, a menos que el presidente autorice los denominados ‘diálogos unilaterales pastorales’, encuentros privados encomendados generalmente a un jerarca de la Iglesia católica.
Entre sus funciones principales se establece:
1. Asesorar al Presidente de la República en la estructuración y desarrollo de la política de paz.
2. Verificar la voluntad real de paz y reinserción a la vida civil de los alzados en armas, con el fin de determinar la formalización de diálogos y celebración de acuerdos de paz, de conformidad con lo que disponga el Presidente de la República.
3. Convocar a los sectores de la sociedad civil en torno al propósito de la reconciliación nacional.
4. Facilitar la participación de representantes de diversos sectores de la sociedad civil en las gestiones que a su juicio puedan contribuir al desarrollo y consolidación de los procesos de paz, de acuerdo con las instrucciones del Presidente de la República.
5. Dirigir los diálogos y firmar acuerdos con los voceros y representantes de los grupos alzados en armas, tendientes a buscar la reinserción de sus integrantes a la vida civil, de acuerdo con las órdenes que le imparta el Presidente de la República.
6. Como único representante del Presidente, definir los términos de la negociación.
7. Establecer los mecanismos e instrumentos administrativos que permitan el desarrollo de sus funciones en forma gerencial y ser el vocero del Gobierno Nacional respecto del desarrollo de la política de paz frente a la opinión pública.
8. Las demás acordes con la naturaleza de la dependencia.[2]

## Historia
El cargo fue creado por el gobierno de Belisario Betancur (Decretos 240 y 2560 de 1983), dentro de un clima de revitalización de los procesos de paz, tras el recrudecimiento de la violencia durante el gobierno de Julio César Turbay (1978 – 1982). Pero solo los gobiernos posteriores desarrollarán oficinas centralizadas. Se contempla desde entonces que no sean las únicas pero sí que sean instituciones reguladoras de la actividad. Históricamente han participado en negociaciones frente a movimientos guerrilleros de izquierda tales como las FARC, el ELN y el M – 19.

### Altos Comisionados Para la Paz
Cada proceso ha contando con representantes del poder político colombiano:
- Belisario Betancur (1982 – 1986) ”Altos Comisionados de Paz”: José Luis Serna Alzate (Obispo de Florencia) (1983 - 1986); Mayor General (r) Gerardo Ayerbe Chaux (1983 - 1986); Alfredo Carvajal Sinisterra (1983 - 1984); Antonio J. Duque Álvarez (Director Nacional de Instrucción Criminal) (1983 - 1986); Nicanor Restrepo Santamaría (reemplazo de Alfredo Carvajal Sinisterra) (1984 - 1986)
- Virgilio Barco (1986 – 1990) “Consejero Presidencial para la Reconciliación, Normalización y Rehabilitación”: Carlos Ossa Escobar (1986 - 1988); Rafael Pardo Rueda (1988 -1990)
- César Gaviria (1990 – 1994) “Consejero Presidencial para la Reconciliación, Normalización y Rehabilitación”: Jesús Antonio Bejarano (1990 - 1992) “Consejero para la paz”: Horacio Serpa Uribe (1992); Ricardo Santamaría (1992 - 1993); Carlos Eduardo Jaramillo (1993 - 1994)
- Ernesto Samper (1994- 1998) “Alto Comisionado en la Consejería para la Paz”: Carlos Holmes Trujillo García (1994 - 1995) “Coordinador Oficina del Alto Comisionado para la Paz”: Daniel García-Peña Jaramillo (1995 - 1998)
- Andrés Pastrana (1998 – 2002) “Alto Comisionado en la Consejería para la Paz”: Víctor G. Ricardo (1998 - 2000); Camilo Gómez (2000 - 2002)
- Álvaro Uribe (2002 – 2010) “Alto Comisionado en la Consejería para la Paz”: Luis Carlos Restrepo Ramírez (2002 - 2009);[4] Frank Pearl (2009 - 2010)
- Juan Manuel Santos (2010 – 2018) “Alto Comisionado para la Paz”: Sergio Jaramillo Caro (2012 - 2017);[5] Rodrigo Rivera Salazar (2017 - 2018)[6]
- Iván Duque Márquez (2018 – 2022) “Alto Comisionado para la Paz”: Miguel Ceballos (2018 - 2021);[7] Juan Camilo Restrepo (2021 - 2022)[8]
- Gustavo Petro (2022 - 2026) "Consejero -  Comisionado para la Paz": Iván Danilo Rueda (2022-2023);[9] Otty Patiño (2023-)[10]